# Paseo de Cánovas
Paseo de Cánovas är en park i Spanien.   Den ligger i provinsen Provincia de Cáceres och regionen Extremadura, i den centrala delen av landet, 250 km väster om huvudstaden Madrid. Paseo de Cánovas ligger 464 meter över havet.
Terrängen runt Paseo de Cánovas är huvudsakligen platt, men österut är den kuperad. Paseo de Cánovas ligger uppe på en höjd. Runt Paseo de Cánovas är det ganska glesbefolkat, med 45 invånare per kvadratkilometer. Närmaste större samhälle är Cáceres, 0,76 km nordost om Paseo de Cánovas. Trakten runt Paseo de Cánovas består till största delen av jordbruksmark.